# Liste des résolutions du Conseil de sécurité des Nations unies sur le Liban
Cet article dresse une liste des résolutions du Conseil de sécurité des Nations unies concernant le Liban.

## Liban
En forme longue la République libanaise, en arabe : لبنان (Lubnan) et en forme longue الجمهوريّة اللبنانيّة (Al Jumhuriya Al Lubnaniya)
Le Liban est un des membres fondateurs de l'organisation des Nations unies.
- Résolution 53 : la question de la Palestine (adoptée le 7 juillet 1948).
- Résolution 54 : la question de la Palestine (adoptée le 15 juillet 1948).
- Résolution 56 : la question de la Palestine (adoptée le 19 août 1948).
- Résolution 59 : la question de la Palestine (adoptée le 19 octobre 1948).
- Résolution 60 : la question de la Palestine (adoptée le 29 octobre 1948).
- Résolution 61 : la question de la Palestine (adoptée le 4 novembre 1948).
- Résolution 62 : la question de la Palestine (adoptée le 16 novembre 1948).
- Résolution 66 : la question de la Palestine (adoptée le 29 décembre 1948).
- Résolution 128 : plainte du Liban (adoptée le 11 juin 1958).
- Résolution 129 : plainte du Liban - Plainte de la Jordanie (adoptée le 7 août 1958).
- Résolution 242 : la situation au Moyen-Orient : retrait des forces armées d'Israël des territoires occupés dans le récent conflit (la guerre des Six Jours) en échange de la paix et de la reconnaissance d'Israël (adoptée le 22 novembre 1967).
- Résolution 270 : la situation au Moyen-Orient (adoptée le 26 août 1969).
- Résolution 279 : la situation au Moyen-Orient (adoptée le 12 mai 1970).
- Résolution 280 : la situation au Moyen-Orient (adoptée le 19 mai 1970).
- Résolution 285 : sur le retrait des forces armées israéliennes (adoptée le 5 septembre 1970).
- Résolution 313 : la situation au Moyen-Orient (adoptée le 28 février 1972).
- Résolution 317 : personnel militaire syrien et libanais (adoptée le 21 juillet 1972).
- Résolution 332 : la situation au Moyen-Orient (adoptée le 21 avril 1973).
- Résolution 337 : détournement d'un avion libanais (adoptée le 15 août 1973).
- Résolution 347 : Israël-Liban (adoptée le 24 avril 1974).
- Résolution 425 : concernant Israël et le Liban et la création de la FINUL (adoptée le 19 mars 1978).
- Résolution 426 : Israël-Liban (adoptée le 19 mars 1978).
- Résolution 427 : Israël-Liban (adoptée le 3 mai 1978).
- Résolution 434 : Israël-Liban (adoptée le 18 septembre 1978).
- Résolution 436 : Liban (adoptée le 6 octobre 1978).
- Résolution 444 : Israël-Liban (adoptée le 19 janvier 1979).
- Résolution 450 : Israël-Liban (adoptée le 14 juin 1979).
- Résolution 459 : Israël-Liban (adoptée le 19 décembre 1979).
- Résolution 467 : Israël-Liban (adoptée le 24 avril 1980).
- Résolution 474 : Israël-Liban (adoptée le 17 juin 1980).
- Résolution 483 : Israël-Liban (adoptée le 17 décembre 1980).
- Résolution 488 : Israël-Liban (adoptée le 19 juin 1981).
- Résolution 490 : Liban (adoptée le 21 juillet 1981).
- Résolution 498 : Israël-Liban (adoptée le 18 décembre 1981).
- Résolution 501 : Israël-Liban (adoptée le 25 février 1982).
- Résolution 508 : Israël-Liban (adoptée le 5 juin 1982).
- Résolution 509 : Israël-Liban (adoptée le 6 juin 1982).
- Résolution 511 : Israël-Liban (adoptée le 18 juin 1982).
- Résolution 512 : Liban (adoptée le 19 juin 1982).
- Résolution 513 : Liban (adoptée le 4 juillet 1982).
- Résolution 515 : Israël-Liban (adoptée le 29 juillet 1982).
- Résolution 516 : Israël-Liban (adoptée le 1er août 1982).
- Résolution 517 : Israël-Liban (adoptée le 4 août 1982).
- Résolution 518 : Israël-Liban (adoptée le 12 août 1982).
- Résolution 519 : Israël-Liban (adoptée le 17 août 1982).
- Résolution 520 : Israël-Liban (adoptée le 17 septembre 1982).
- Résolution 521 : Liban (adoptée le 19 septembre 1982).
- Résolution 523 : Israël-Liban (adoptée le 18 octobre 1982).
- Résolution 542 : Liban (adoptée le 23 novembre 1983).
- Résolution 536 : Israël-Liban (adoptée le 18 juillet 1983).
- Résolution 538 : Israël-Liban (adoptée le 18 octobre 1983).
- Résolution 549 : Israël-Liban (adoptée le 19 avril 1984).
- Résolution 561 : Israël-Liban (adoptée le 17 avril 1985).
- Résolution 564 : Liban (adoptée le 31 mai 1985).
- Résolution 575 : Israël-Liban (adoptée le 17 octobre 1985).
- Résolution 583 : Israël-Liban (18 avril 1986).
- Résolution 586 : Israël-Liban (adoptée le 18 juillet 1986).
- Résolution 587 : Israël-Liban (adoptée le 23 septembre 1986).
- Résolution 594 : Israël-Liban (adoptée le 15 janvier 1987).
- Résolution 599 : Israël-Liban (adoptée le 31 juillet 1987).
- Résolution 609 : Israël-Liban (adoptée le 29 janvier 1988).
- Résolution 617 : Israël-Liban (adoptée le 29 juillet 1988).
- Résolution 630 : Israël-Liban (adoptée le 30 janvier 1989).
- Résolution 639 : Israël-Liban (adoptée le 31 juillet 1989).
- Résolution 648 : Israël-Liban (adoptée le 31 janvier 1990).
- Résolution 659 : Israël-Liban (adoptée le 31 juillet 1990).
- Résolution 684 : Israël-Liban (adoptée le 30 janvier 1991).
- Résolution 701 : Israël-Liban (adoptée le 31 juillet 1991).
- Résolution 768 : Israël et le Liban (adoptée le 30 juillet 1992).
- Résolution 803 : Israël-Liban (adoptée le 28 janvier 1993).
- Résolution 852 : Israël-Liban (adoptée le 28 juillet 1993).
- Résolution 895 : extension du mandat de la force intérimaire de l'ONU au Liban. (adoptée le 28 janvier 1994).
- Résolution 938 : situation au Moyen-Orient (prorogation FINUL)
- Résolution 974 : la situation au Moyen-Orient (prorogation de la FINUL jusqu’au 31 juillet 1995)
- Résolution 1006 : la situation au Moyen-Orient (prorogation de la FINUL jusqu’au 31 janvier 1996 ; réduction de 10 % des effectifs)
- Résolution 1039 : la situation au Moyen-Orient.
- Résolution 1052 : la situation au Moyen-Orient
- Résolution 1068 : la situation au Moyen-Orient
- Résolution 1095 : situation au Moyen-Orient
- Résolution 1122 : situation au Moyen-Orient
- Résolution 1151 : la situation au Moyen-Orient.
- Résolution 1188 : la situation au Moyen-Orient.
- Résolution 1223 : la situation au Moyen-Orient
- Résolution 1254 : la situation au Moyen-Orient.
- Résolution 1288 : situation au Moyen-Orient.
- Résolution 1310 : situation au Moyen-Orient.
- Résolution 1337 : la situation au Moyen-Orient.
- Résolution 1365 : la situation au Moyen-Orient.
- Résolution 1391 : la situation au Moyen-Orient.
- Résolution 1428 : la situation au Moyen-Orient.
- Résolution 1461 : la situation au Moyen-Orient.
- Résolution 1496 : la situation au Moyen-Orient.
- Résolution 1525 : la situation au Moyen-Orient.
- Résolution 1553 : la situation au Moyen-Orient.
- Résolution 1559 : la situation au Moyen-Orient. Appel au respect de la souveraineté et de l'indépendance politique du Liban, au retrait de toutes les troupes étrangères de son sol et à l'organisation d'une élection présidentielle libre et équitable. (2 septembre 2004).
- Résolution 1583 : la situation au Moyen-Orient.
- Résolution 1595 : la situation au Moyen-Orient.
- Résolution 1614 : la situation au Moyen-Orient.
- Résolution 1636 : coopération de la Syrie sur l'enquête concernant l'assassinat de Rafic Hariri (31 octobre 2005).
- Résolution 1644 : la situation au Moyen-Orient.
- Résolution 1655 : la situation au Moyen-Orient.
- Résolution 1664 : la situation au Moyen-Orient.
- Résolution 1680 : sur la situation au Liban, appelant au respect de la résolution 1559 (2004) (adoptée le 17 mai 2006 lors de la 5440e séance).
- Résolution 1686 : la situation au Moyen-Orient.
- Résolution 1697 : la situation au Moyen-Orient.
- Résolution 1701 : appelant en tout premier lieu à une « cessation totale des hostilités », en particulier « la cessation immédiate par le Hezbollah de toutes ses attaques » et « la cessation immédiate par Israël de toutes ses opérations militaires offensives ». Elle appelle ensuite « le gouvernement du Liban et la Force intérimaire des Nations unies au Liban (FINUL)[2] à déployer leurs forces de concert à travers le Sud (du Liban) » et le gouvernement israélien « lorsque commencera ce déploiement, à retirer en parallèle toutes ses forces du Sud-Liban ».
- Résolution 1815 : la situation au Moyen-Orient.
- Résolution 1832 : la situation au Moyen-Orient.
- Résolution 1852 : la situation au Moyen-Orient.
- Résolution 1884 : la situation au Moyen-Orient.
- Résolution 1937 : la situation au Moyen-Orient (adoptée le 30 août 2010).
- Résolution 2004 : la situation au Moyen-Orient (adoptée le 30 août 2011).
- Résolution 2064 : la situation au Moyen-Orient (adoptée le 30 août 2012 lors de la 6825e séance).
- Résolution 2115 : la situation au Moyen-Orient (adoptée le 29 août 2013 lors de la 7025e séance).
- Résolution 2172 : la situation au Moyen-Orient (adoptée le 26 août 2014 lors de la 7248e séance).
- Résolution 2236 : la situation au Moyen-Orient (FINUL) (adoptée le 21 août 2015).
- Résolution 2305 : la situation au Moyen-Orient (FINUL) (adoptée le 30 août 2016).
- Résolution 2330 : la situation au Moyen-Orient (FINUL) (adoptée le 19 décembre 2016).
- Résolution 2373 : la situation au Moyen-Orient (adoptée le 30 août 2017)
- Résolution 2433 : la situation au Moyen-Orient (adoptée le 30 août 2018)
- Résolution 2485 : la situation au Moyen-Orient (adoptée le 29 août 2019)
- Résolution 2539 : la situation au Moyen-Orient (adoptée le 28 août 2020)
- Résolution 2591 : la situation au Moyen-Orient (adoptée le 30 août 2021)
- Résolution 2650 : la situation au Moyen-Orient (FINUL) (adoptée le 31 août 2022)
- Résolution 2695 : La situation au Moyen-Orient (FINUL) (adoptée le 31 août 2023)